# Hana Hayes
Hana Lani Hayes (Tucson, 29 marzo 1999) è un'attrice statunitense famosa per aver interpretato il ruolo di Lizzie Sanderson nella serie televisiva The Grinder e aver doppiato Sarah nel videogioco The Last of Us.

## Biografia

### Carriera
All'inizio della sua carriera, Hayes ha recitato in diverse serie televisive come Law & Order - Unità vittime speciali, Criminal Minds e Grey's Anatomy. Nel 2013 ha prestato la voce per il personaggio di Sarah nel videogioco acclamato dalla critica The Last of Us.
Nel 2014 ha recitato nel film Mercy, tratto da un racconto di Stephen King, accanto a Chandler Riggs, Joel Courtney, Frances O'Connor, Shirley Knight e Dylan McDermott. Nel 2015 Hayes ha ottenuto il ruolo di Lizzie Sanderson nella serie televisiva The Grinder.
Nel 2017 ha recitato nel film Fino all'osso. L'anno successivo ha interpretato il ruolo della giovane Elise Rainer in Insidious - L'ultima chiave, quarto film della serie horror Insidious.

### Vita privata
Dall'aprile 2014 al 2016 è stata fidanzata con l'attore Chandler Riggs, conosciuto sul set del film Mercy..

## Filmografia

### Attrice

#### Cinema
- Relative Eternity, regia di Blair Skinner – cortometraggio (2011)
- End of the Innocents, regia di Deborah Chesher – cortometraggio (2011)
- Thunderstruck - Un talento fulminante (Thunderstruck), regia di John Whitesell (2012)
- Crazy Town, regia di Jules Dameron – cortometraggio (2013)
- Mercy, regia di Peter Cornwell (2014)
- Stockholm, Pennsylvania, regia di Nikole Beckwith (2015)
- A Beautiful Now, regia di Daniela Amavia (2015)
- Day of Reckoning, regia di Joel Novoa (2016)
- Fino all'osso (To the Bone), regia di Marti Noxon (2017)
- Remember Me, regia di Sheila Hart – cortometraggio (2017)
- Here Now, regia di Rachel Feldman – cortometraggio (2017)
- Insidious - L'ultima chiave (Insidious: The Last Key), regia di Adam Robitel (2018)
- Her Mind in Pieces, regia di Anastasia Basche, Caron Clancey, Rachel Feldman, Dawn Fields, Amanda Hinkley, Jenessa Joffe, Micky Levy, Lorena Lourenço e Jeneffa Soldatic (2019)
- Relish, regia di Justin Ward (2019)

#### Televisione
- Criminal Minds – serie TV, episodio 7x03 (2011)
- Bucket and Skinner's Epic Adventures – serie TV, episodi 1x09-1x23-1x24 (2011-2013)
- Law & Order: Unità Speciale (Law & Order: Special Victims Unit) – serie TV, episodio 15x07 (2013)
- Grey's Anatomy – serie TV, episodio 11x15 (2015)
- The Ultimate Evil – serie TV (2015)
- The Grinder – serie TV, 22 episodi (2015-2016)
- 9JKL - Scomodi vicini (9JKL) – serie TV, episodio 1x01 (2017)
- Future Man – serie TV, episodio 1x10 (2017)
- S.W.A.T. – serie TV, episodio 1x05 (2017)
- T@gged – serie TV, 12 episodi (2018)

### Doppiatrice
- Una lettera per Momo (Momo e no tegami), regia di Hiroyuki Okiura (2011) - versione statunitense del film
- Rughe (Arrugas), regia di Ignacio Ferreras (2011) - versione statunitense del film
- The Last of Us (2013) - videogioco

## Doppiatrici italiane
- Deborah Morese in The Last of Us (2013) [6]